# Kim Jae-hwan
Dans ce nom coréen, le nom de famille, Kim, précède le nom personnel.
Kim Jae-hwan (김재환) est un manhwaga né à Daegu en Corée du Sud en 1971.

## Biographie
Kim Jae-hwan débute en 1989 en tant qu'assistant du manhwaga Mr. Sun. Un an plus tard, il est engagé dans l'armée sud-coréenne pour une durée de seize mois et y travaille en tant que dessinateur. Il travaille ensuite sur sa première œuvre Dew Kai puis sur Rainbow - Les guerriers et Combat Metal HeMoSoo. Il débute en 2001 Demon King en tant qu'illustrateur, Ra In-soo en est le scénariste.
Entre 2005 et 2007, il travaille sur l'illustration du comic Warcraft - Puits solaire publié aux États-Unis et dérivé du jeu Warcraft, en collaboration avec Richard A. Knaak qui écrit le scénario.

## Œuvres
- Dew Kai
- 1994 : Rainbow - Les guerriers, 3 volumes, Daiwon C.I., Ypnos
- 1997 : Combat Metal HeMoSoo
- 2001-2009 : Demon King avec Ra In-soo, illustration, 34 volumes, Daiwon  C.I., Tokebi, Samji
- 2004- : Sin, 4 volumes, Daiwon  C.I., Panini Manga
- 2005-2006 : Sabre et dragon, illustration du volume 5 au 11, Tokebi
- 2005-2007 : Warcraft - Puits solaire avec Richard A. Knaak, illustration, 3 albums, Tokyopop, Soleil
- 2007-en cours : War Angels, 2 volumes, Tokyopop, Soleil
- 2008 : Warcraft Legends avec Richard A. Knaak et Dan Jolley, illustration, 5 volumes, Tokyopop, Soleil